# 廣水四色
廣水四色，是流傳於湖北廣水的四色牌遊戲。

## 牌具

廣水四色牌

- 一般的四色牌。

## 牌規

### 流程
- 三到四人遊戲。四人遊戲時，一人作夢家。
- 莊家摸三十一張，閒家摸三十張。
- 行牌類似麻將，由莊家先打出牌，同樣有吃、碰、槓。摸牌需公布，如不能吃、明碰、明槓就需打出。當地稱明槓為上樓、发子；暗槓為鬧。需能組成以下五種才能拿牌，但不能再以該牌型組成別的牌型。
  - 三張三色的卒，稱為三色兵。
  - 四張四色的卒，稱為四色兵。
  - 三張同色的將士象，稱為將士象。
  - 三張同色的車馬包，稱為車馬包。
  - 對子。
- 組成至少50胡為胡牌，有地方是48胡。但吃牌不能胡。[1]

### 牌值
總胡數為零胡、碰子胡、親、車、天地，這五種加總，最後每有一槓就翻一倍。

#### 零胡
- 車馬包、將士象、一張將（不與將士象合算）、三色卒、四色卒、，每組一胡。
- 刻子、槓子的胡數與牌種有關，分兩類：将、车、卒，稱為肥牌；士、相、马、炮稱為瘦牌。胡數如下表。

| 牌型 | 明刻 | 暗刻 | 明槓 | 暗槓 |
| ---- | ---- | ---- | ---- | ---- |
| 瘦牌 | 1    | 3    | 6    | 9    |
| 肥牌 | 2    | 6    | 12   | 18   |

#### 碰子胡
- 最少為五組刻子才有胡數。胡數如下表。[1]

| 組數 | 五 | 六 | 七 | 八 | 九  | 十  |
| ---- | -- | -- | -- | -- | --- | --- |
| 胡數 | 20 | 40 | 60 | 80 | 100 | 120 |

#### 車、親、天地的胡
- 手牌能與明刻、明槓組成以下組合，稱為車，又細分以下三種。
  - 兩組同色順子，又稱為瘦車。
  - 兩組三色同字的卒或將，又稱為荤車。
  - 兩組四色同字的卒或將，又稱為荤車。
- 剛好組成兩組的車，稱為不出；一種超過三張，稱為一出；兩種超過三張，稱為兩出，其他以此類推，直到每組都超過三張，稱為全踏。胡數如下表。

| 車   | 不出 | 一出 | 兩出 | 三出 | 四  |
| ---- | ---- | ---- | ---- | ---- | --- |
| 瘦車 | 10   | 20   | 30   | 40   | -   |
| 荤車 | 20   | 40   | 80   | 100  | -   |
| 長車 | 40   | 80   | 120  | 160  | 200 |

- 手牌與明刻、明槓能組成车、马、炮、士、相，三色同字，稱為親。組成三組，稱為三亲，20胡；四組，稱為四親，10胡。
- 手牌與明刻、明槓能組成一組同色將加一組同色兵，稱為天地，20胡。[1]